# Arnoldo Palacios
Pour les articles homonymes, voir Palacios.
Arnoldo Palacios est un écrivain colombien, né le 20 janvier 1924 à Cértegui, village de chercheurs d'or et de platine, dans le département du Chocó et mort le 12 novembre 2015 à Bogotà en Colombie.
Il est connu pour son humanisme et sa littérature engagée pour la défense des droits de l'homme.
Son roman le plus illustre, pour lequel il a reçu le titre de « Gran caballero del Orden de la Cruz de Boyaca » au salon international du livre, à Bogota, en 1998, est intitulé Las estrellas son negras (Les étoiles sont noires). Le roman dénonce les conditions sociales de l'homme noir en Colombie.
En France, la première partie de sa biographie, Les Mamelles du Chocó, traduit de l'espagnol par Béatrice Palacios (Titre original : Buscando mi madrededios) est auto-éditée en 1989.

## Biographie
Arnoldo Palacios a contracté la poliomyélite à l'âge de deux ans et s'est toujours battu contre cette fatalité. Il a rejoint Quibdó, la capitale du département du Chocó, puis Bogota pour assouvir sa soif d'étude et de littérature. Après un bref passage en faculté de droit, il obtient une bourse pour venir étudier en France, à la Sorbonne. Il arrive à Cannes en 1949.
Remarqué à sa démarche par le chirurgien orthopédiste Pol Lecoeur, il est opéré et peut marcher à l'aide de béquilles.
Les tensions politiques de la guerre froide le font refuser du territoire français et réfugier dans d'autres pays européens, d'où il n'aura de cesse, grâce à ses rencontres spontanées, de rentrer en France par tous les moyens.
En 1950, il est le porte parole de la Colombie au 2e Congrès mondial des partisans de la paix, à Varsovie du 16 au 22 novembre. Dans les années 1970, Arnoldo Palacios s'est installé en France, à Paris puis en Normandie.
Sa vie en France lui permet d'apporter sa vision de la France, de l'Europe dans les années d'après-guerre et de la guerre froide à la littérature latino-américaine.
Son dernier livre Buscando mi Madredios parait le 21 octobre 2009. Une première partie du livre a été publiée en 1989 par la Fondation Palacios (association loi 1901 fondée dans ce but)[réf. souhaitée] et traduit en français par Béatrice Palacios, sous le nom de Les Mamelles du Choco en référence à l'or et au platine.

## Distinctions
Arnoldo Palacios a reçu le titre de "Gran caballero del Orden de la Cruz de Boyaca" au salon international du livre, à Bogota, en 1998. 